# مهرجان دبي للتسوق
مهرجان دبي للتسوق مهرجان يقام في إمارة دبي بالإمارات العربية المتحدة سنوياً ولمدة شهر من أجل الترويج التسويقي والسياحي في الإمارات. بدأ المهرجان عام 1996 بتوجيهات من الشيخ محمد بن راشد آل مكتوم بهدف خلق قطاع اقتصادي سياحي في إمارة دبي على المستوى العالمي.
إلى جانب مساهمته في ترسيخ المكانة المتفرّدة لدبي كوجهة تسوّق رائدة على مستوى العالم، وليكون داعما قويّا لاقتصاد الإمارة في ظل جاذبيته وقدرته على استقطاب أعداد متزايدة من الزوّار والسيّاح سواء من داخل الدولة أو من خارجها كل عام.
تمكّن مهرجان دبي للتسوّق الذي رفع شعار «عالم واحد.. عائلة واحدة» من تحقيق نجاح كبير منذ دورته الأولى، واستطاع أن يجعل من دبي ملتقى للشعوب عبر احتضانه الكثير من الفعاليات التي ترتكز بشكل رئيسي على ثلاثة عناصر رئيسة هي: التسوّق والترفيه والربح الوفير.
وكانت انعكاسات المهرجان الإيجابية واضحة على كافة القطاعات، حيث بلغ حجم الإنفاق في العام 1996 حوالي 2.15 مليار درهم وعدد الزوّار 1.6 مليون زائر، ارتفعت في عام 2009 إلى 9.8 مليارات درهم و 3.35 مليون زائر.
في عام 2006 ، تأجل المهرجان وأُلغي لاحقًا بسبب وفاة حاكم دبي الشيخ مكتوم بن راشد آل مكتوم. في عام 2013 ، أقام مترو دبي أول عرض أزياء أقيم على متن قطار متحرك كجزء من احتفالات مهرجان دبي للتسوق.

## أرقام قياسية
سجلت العديد من الأرقام القياسية العالمية في دبي خلال مهرجان دبي للتسوق. ففي عام 1999، عرضت أطول سلسلة وأريكة ذهبية في العالم بالإضافة إلى أكبر كرسي ودراجة ثابتة وفراش في المهرجان. وفي عام 2001 عرضت أكبر مبخرة، وحقيبة تسوق، ووعاء من البرياني في المهرجان. وفي عام 2002 ، تم إصدار أكبر تأشيرة دخول من حيث الحجم ، إلى جانب عرض أكبر مجلة وصندوق من الشوكولاتة. وفي عام 2004 ، عرضت أكبر عربة تسوق وتقويم ، بالإضافة إلى أطول بوفيه.

## مراحل تطور المهرجان
انطلق مهرجان دبي للتسوق عام 1996، وفي سنواته الأولى كانت مدته أسبوعين، وتركز الاهتمام على تقديم الخصومات والعروض الترويجية، وبدأت أعداد السياح تتزايد عاماً تلو الأخر، فتوسع المهرجان منذ عام 2001 ليشمل مراكز التسوق وتجار التجزئة، ومُددت مدته إلى ثلاثة أسابيع. وبعد عام 2006 أصبح المهرجان حدثاً عالمياً بمشاركة العلامات التجارية العالمية، لتصبح مدته أربع أسابيع. ومنذ عام 2011 حتى عام 2015 قدم مهرجان دبي للتسوق ابتكارات جديدة مثل منصات التسوق عبر الإنترنت، وتطبيقات الهاتف المحمول، وتكامل وسائل التواصل الاجتماعي. كما أبرم المهرجان شراكات مع علامات تجارية ومنظمات عالمية لإنشاء عروض ترويجية وفعاليات حصرية. وفي عام 2016 توسع المهرجان ليشمل القرية العالمية، وقدم المهرجان عناصر جذب جديدة مثل الحفلات الموسيقية وعروض الألعاب النارية ومناطق الأطفال. ومنذ عام 2021 حتى اليوم زاد التركيز على دمج التقنيات الرقمية مثل الواقع المعزز والواقع الافتراضي ومنصات التجارة الإلكترونية، كما وسع المهرجان نطاق انتشاره من خلال وسائل التواصل الاجتماعي والمنصات الإلكترونية.

## أهم الأنشطة
تضمن المهرجان عبر سنواته الكثير من الأنشطة المتنوعة مثل تسوق واربح، وسحوبات الحظ، ومسيرات التسوق، كما يقدم المهرجان خيارات التسوق بالتجزئة مع خصومات كبيرة على مجموعة واسعة من المنتجات وجوائز لأفضل المنفقين، بالإضافة إلى تقديم العلامات التجارية العالمية منتجات ومجموعات حصرية خاصة بالمهرجان، تترافق بعروض أزياء لمصممين محليين وعالميين. وتُقام أيضاً الحفلات الموسيقية الحية والعروض الفنية، مع مهرجانات الطعام التي تتضمن مأكولات عالمية. وأضيفت منطقة للأطفال مع جولات ترفيهية. وقد تميز مهرجان دبي للتسوق بفعاليات ومعارض ثقافية تعرض التراث والتقاليد الغنية لدولة الإمارات العربية المتحدة، وتقام جلسات لمقابلة المشاهير والشخصيات المؤثرة. ويقدم المهرجان باقات السفر التي تسهل التأشيرات والتخطيط للسفر إلى دبي. ويختتم المهرجان بعروض الألعاب النارية في اليوم الأخير.

## دورات المهرجان

### 1996 إلى 1999[10]
انطلق المهرجان في عام 1996 لأول مرة، وشهد نحو 1.6 مليون زائر، وحقق إيرادات تزيد عن 2 مليار دولار.
شهد العام الثاني 1997 إطلاق القرية العالمية في شارع بني ياس على ضفاف الخور.
كان موضوع مهرجان عام 1998 هو «أطفال العالم يجتمعون في دبي» لجذب العائلات، وجرى منح سيارة نيسان باترول كجائزة للفائزين، وقُدم سحب سوبر سفاري.
كان اسم المهرجان في عام 1999 «أكبر تجمع عائلي للألفية»، وعُرض فيه أطول وأثقل سلسلة ذهبية، وأطول أريكة في العالم، وأكبر كرسي، وأكبر مرتبة، وأكبر دراجة منزلية رياضية. ومن جهته قال محمد القرقاوي مساعد مدير عام دائرة التنمية الاقتصادية في دبي المنسق العام للمهرجان حينها "إن النجاح الذي حققته هذه التظاهرة الفريدة لم يكن ليكتمل لولا مساهمة القطاع الخاص فيها. وأضاف: لقد أوجد لنا المهرجان أرضية صلبة نعمل عليها بالتعاون مع المؤسسات والشركات الخاصة في دبي بهدف فتح المجال أمام هذه الشركات لاستكمال رسالتها من خدمة المجتمع ومنحها المزيد من الفرص التجارية في الدولة".

### 2000 إلى 2005[10]
في عام 2000 أصبح موضوع مهرجان دبي للتسوق «عالم واحد، عائلة واحدة، مهرجان واحد»، والموضوع بقي كما هو منذ ذلك الحين، وسجل هذا العام نحو 2.5 مليون زائر. وشهد المهرجان أطول موكب لسيارات الأجرة عبر طريق الشيخ زايد إلى شارع السيف.
في عام 2001 تم إهداء 31 سيارة رولز رويس للزوار من خلال السحب على سيارات نيسان باترول المعتادة، وكان هذا هو العام الذي شهد أكبر طبق برياني بوزن 1885.4 كيلوجراماً، كما عرض مهرجان دبي للتسوق أكبر مبخرة وأكبر حقيبة تسوق هذا العام.
أُقيم مهرجان دبي للتسوق 2002 تزامناً مع إصدار دبي أكبر تأشيرة دخول (نسخة تأشيرة عملاقة) والتي بلغت أبعادها 0.7 م × 1 م، وقُدم أكبر صندوق شوكولاتة، وأكبر مجلة، وأطول لوحة متواصلة بالألوان المائية، وفي هذا العام أيضاً تم منح سيارتي لكزس كجوائز بالإضافة إلى 41 كغ من الذهب. وصرّح حينها الشيخ محمد بن راشد في افتتاح هذه الدورة من المهرجان أن: «الإمارات ستظل ملتقى لثقافات الحضارات»، كما شهد العرض الفلكلوري العالمي نحو 10 آلاف شخص.
عام 2003 بدأ السوق الليلي والمخيم الصحراوي، وشهد 2.92 مليون زائر.
في عام 2004 أطلقت أكبر العلامات التجارية العالمية للأزياء مثل كريستيان لاكروا وديور وإيمانويل أنغارو وجيفنشي عروضاً، وجرى تقديم أكبر العروض على أكبر عربة تسوق وأكبر تقويم وأيضاً أطول بوفيه طعام يحتوي على 515 طبقاً في البوفيه.
عام 2005 كان الاحتفال بالذكرى العاشرة لمهرجان دبي للتسوق، وخلال هذا العام تم نقل القرية العالمية إلى دبي لاند، وشهد الزوار هذا العام أكبر علم بشري في العالم، وأكبر صندوق تجميع، وبدأ سحب لكزس الضخم، وحصل الفائزون على سيارتي لكزس بالإضافة إلى مبلغ 100 ألف درهم يومياً.

### 2006 إلى 2010[10]
عام 2006 شهد إلغاء مهرجان دبي للتسوق بعد وفاة الشيخ مكتوم بن راشد آل مكتوم فجأة. ثم نظمت المدينة مهرجان تسوق مشترك في نهاية عام 2006 (20 ديسمبر على وجه التحديد) والذي استمر حتى فبراير 2007، وكان هذا أطول مهرجان للتسوق في دبي، إذ امتد إلى 54 يوماً.
ازدادت الأنشطة في عام 2008 لتشمل عرض أزياء دبي، ومهرجان الطعام، ومهرجان دبي فرينج، وموسوعة غينيس للأرقام القياسية، واحة السجاد، وغيرها، كما تم تنظيم عروض ترفيهية مثل فستيفال بارك، والحفلات الموسيقية وغيرها.
في عام 2009 جرت إضافة ممشى JBR (شاطئ الجميرا) إلى مهرجان دبي للتسوق. وشهدت مدينة دبي 3.35 مليون زائر خلال مهرجان التسوق هذا، وتمكن الزوار من رؤية أكبر خاتم ذهبي في العالم (وزنه 64 كجم) وأيضًا مجموعة من أكثر من 2232 نوعاً من الحلويات المعروضة.
عام 2010 احتفل مهرجان دبي للتسوق بعامه الخامس عشر، وأقيمت العديد من الفعاليات الترفيهية مثل مهرجان الجاز والحفلات الموسيقية لشون كينغستون وذاكر حسين، وقد تم عقد ما يقرب من 6000 برنامج ثقافي خلال هذا العام، ومن بين العروض التي شهدها الناس كانت ممر الأضواء المائي، والمجسمات الطائرة الصينية، وفن النار، وكرة المدفع البشرية. أكثر من 155 ألف زائر زاروا القرية العالمية.

### 2011 إلى 2019
كان عام 2011 نسخة فريدة من المهرجان زادت فيها سوية الأنشطة.
في عام 2012 استقبلت دبي 4.36 مليون زائر خلال المهرجان. وفي عام 2013 أقيم عرض أزياء داخل مترو دبي، وأصبح يُعرف بأنه أول عرض أزياء يتم في قطار متحرك. وشهد العام الثامن عشر لمهرجان التسوق نحو 4.66 مليون زائر.
كان موضوع مهرجان دبي للتسوق 2014 هو «تسوق بأفضل ما لديك» وضم هذا الحدث 6000 منفذ بيع بالتجزئة في جميع أنحاء المدينة بالإضافة إلى 70 مركزاً تجارياً. تم الاحتفال عام 2015 بالذكرى العشرين لمهرجان دبي للتسوق. واستناداً إلى شعار «رحلة الاحتفالات»، أصبح مهرجان دبي للتسوق بمثابة احتفال مفتوح.
عام 2016 كان الشعار «اكشف عن الاستثنائي».
في مهرجان 2017 شاركت علامات تجارية مثل غوتشي وفيرزاتشي وأرماني.
في عام 2018 بدأت حملة «مفاجأة الشتاء» بتقديم جوائز وهدايا يومية، واستضاف «دبي مول» عرض أزياء خاص ضم مصممين عالميين، قدمت «مراكز سيتي سنتر» خصومات وعروض ترويجية حصرية، وشارك في هذه الدورة أكثر من  3500 منفذ بيع بالتجزئة.
كان عام 2019 عام حملة «اختبر دبي»، التي تركز على السفر والسياحة، استضاف «دبي مول» فعالية «جنة عشاق الموضة» بمشاركة مصممين عالميين، وقدمت «مراكز سيتي سنتر» حملة «مفاجأة الصيف» بجوائز وهدايا يومية، وشارك في هذه الدورة أكثر من 4,200 منفذ بيع بالتجزئة.

### 2020 إلى الوقت الحالي
شهد عام 2020 حملة «اكتشف أفضل ما في دبي»، واستضاف «دبي مول» فعالية Summer Soiree مع الموسيقى الحية والترفيه، وفي هذه الدورة شارك أكثر من 4000 منفذ بيع بالتجزئة، وكانت مدة المهرجان 30 يوماً (تأخرت بسبب جائحة كوفيد-19).
في عام 2021 بدأت حملة Vax and Shop ، وكانت تُقدم حوافز للزوار الملقحين.
في عام 2022 بدأت حملة «افتح سحر دبي»، جزء «القرية العالمية» أجنحة من جميع أنحاء العالم، بما في ذلك جناح جديد مخصص للهند، واستضاف «دبي مول» فعالية Fashion Fusion  بمشاركة مصممين عالميين.
أقيمت حملة «تجربة أفضل ما في دبي» لعام 2023، واستضاف «دبي مول» فعالية Style Studio التي تضمنت عروض أزياء وورش عمل، وقدمت «مراكز سيتي سنتر» حملة «متعة الصيف» بجوائز وهدايا يومية، بمشاركة أكثر من 4.200 منفذ بيع بالتجزئة.
في العام 2024 حفل المهرجان بالعديد من الفعاليات المميزة من عروض طائرات الدرون وعروض الألعاب النارية بالإضافة لفعالية أضواء دبي وليالي DSF في منطقة فيستفال سيتي وفعاليات اكس فاكتور، كما انطلقت الدورة الافتتاحية من فعالية ذا أنكومون X وفعالية أوتو سيزن التي تنطلق لأول مرة، وشهدت هذه الدورة عودة فعالية حتا DSF X من جديد، وفعالية كانتين X، بالإضافة للعديد من عروض التسوق والتجزئة والسحوبات، كما أُطلقت الخريطة الرقمية الجديدة للمهرجان وهي أداة تفاعلية عبر الإنترنت تهدف إلى مساعدة الزوار في اكتشاف جميع الفعاليات المميزة التي يقدمها المهرجان.

## الشركاء الاستراتيجيون للمهرجان:
الفطيم مولز- السيف- الرستماني- بلو ووترز- سيتي ووك- طيران الإمارات- إينوك- اتصالات- سيتي سنتر- مول الإمارات- ميركاتو – نخيل- ذا بييتش – ذا أوتليت فيليدج – جمبو.